# Анаклитична депресия
Анаклитичната депресия, още хоспитализъм е диагноза използвана през 30-те година, за да опише синдром в първата година на детето. Синдромът се появява най-често при дълго и неочаквано откъсване от майката, с която детето има нормални отношения. Други симптоми включват загуба на усмивката, мимиката, анорексия, мутизъм, отслабване, безсъние и други. Според Речника на психоанализата анаклитичната депресия и хоспитализма се различават по това, че при депресията последиците са обратими, докато при хоспитализма не.

## Произход на термина
Терминът се използва от психотерапевта Рене Шпиц през 1945 година, но произходът му е по-стар оттогава. Появява се в Уводна статия в Архиви на педиатрията към 1897 година.